# 1998 DC24
1998 DC24 är en asteroid i huvudbältet som upptäcktes den 17 februari 1998 av de båda japanska astronomerna Takeshi Urata och Yoshisada Shimizu vid Nachi-Katsuura-observatoriet.
Asteroiden har en diameter på ungefär 9 kilometer.